# ان‌جی‌سی ۴۳۴۰
ان‌جی‌سی ۴۳۴۰ (انگلیسی: NGC 4340) یک کهکشان عدسی شکل دو میله‌ای است که در فاصله ۵۵ میلیون سال نوری از زمین در صورت فلکی گیسو قرار دارد. د.[۵] ان‌جی‌سی ۴۳۴۰ توسط اخترشناس ویلیام هرشل در ۲۱ مارس ۱۷۸۴ کشف شد.

## ویژگی‌های فیزیکی
ان‌جی‌سی ۴۳۴۰ دارای یک میله داخلی کوچک است که در یک حلقه هسته‌ای درخشان ستاره‌ای جاسازی شده است. با اینکه حلقه درخشان است، در آنجا هیچ منطقه ستاره‌زایی وجود ندارد. در عوض، این حلقه از ستاره‌های قدیمی در محیطی فقیر از گاز ساخته شده است. رنگ حلقه همان رنگ برآمدگی اطراف است که نشان می‌دهد احتمالاً یک بقایای قدیمی و «فسیلی» از دوره‌های قبلی تشکیل ستاره است. با عبور از حلقه داخلی، یک میله اولیه بزرگتر با سحابی در انتهای آن وجود دارد. بازرسی دقیق نشان می‌دهد که دو میله کمی ناهم تراز هستند، که این نشان می‌دهد این دو ممکن است به‌طور مستقل در حال چرخش باشند. میله اصلی بزرگتر به حلقه دیگری متصل می‌شود که نواحی مرکزی کهکشان را احاطه کرده است.